# Kościół św. Jana Chrzciciela w Rozdrażewie
Kościół Świętego Jana Chrzciciela w Rozdrażewie – rzymskokatolicki kościół parafialny w dawnym mieście Rozdrażew, w gminie Rozdrażew, w powiecie krotoszyńskim, w województwie wielkopolskim. Należy do dekanatu Koźmin. Mieści się przy ulicy Pleszewskiej.
Jest to późnorenesansowa budowla wybudowana około 1640 roku. Została ufundowana przez biskupa Hieronima Rozdrażewskiego i jego braci – Jana i Jakuba. W latach 1896–1897 świątynia została rozbudowana podczas urzędowania ówczesnego proboszcza księdza Beiserta. Środki finansowe pochodziły od parafian i księcia Thurn und Taxis. Kościół posiada gotyckie cechy oraz barokowe wnętrze. Nad istniejącym już podczas konsekracji w 1644 roku ołtarzem głównym są umieszczone obrazy przedstawiające chrzest Jezusa i Świętą Rodzinę. Pozostałe ołtarze: Matki Bożej i św. Józefa w nawie poprzecznej oraz św. Anny, św. Krzyża i św. Benona w nawie głównej, pochodzą z końca XVII i początku XVIII stulecia. Remonty świątyni były wykonywane w latach 1965–1966, 1969, 1978, 1991–1995.